# Ahuillé
Ahuillé is een gemeente in het Franse departement Mayenne (regio Pays de la Loire). De oppervlakte bedraagt 29,8 km², de bevolkingsdichtheid is 55,8 inwoners per km². Op 1 januari 2022 had Ahuillé 1.864 inwoners.

## Geografie
De oppervlakte van Ahuillé bedraagt 29,87 km².
Een deel van het Forêt de Concise (150 ha) ligt in de gemeente.

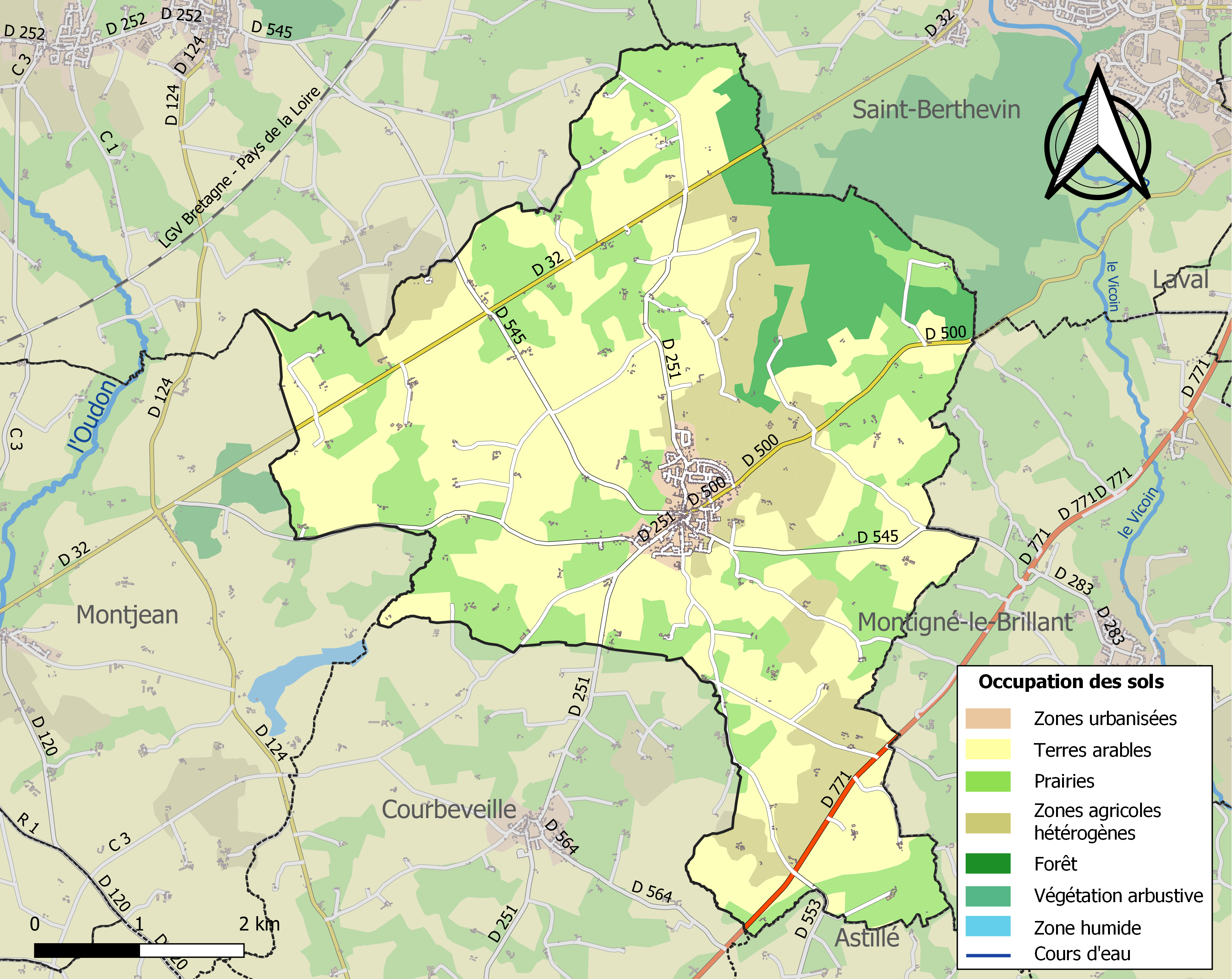
Kaart van de gemeente met de belangrijkste infrastructuur, bodemgebruik en omliggende gemeenten

## Demografie
Onderstaande figuur toont het verloop van het inwoneraantal van Ahuillé vanaf 1962.

Bron: Frans bureau voor statistiek. Cijfers inwoneraantal volgens de definitie population sans doubles comptes (zie de gehanteerde definities)